# Deutérium
table
Le deutérium, noté 2H ou D, est l'isotope de l'hydrogène dont le nombre de masse est égal à 2 : son noyau atomique, appelé deuton ou deutéron, compte 1 proton et 1 neutron avec un spin 1+ pour une masse atomique de 2,014 101 777 8 g/mol. Il est caractérisé par un excès de masse de 13 135,722 9 keV et une énergie de liaison nucléaire par nucléon de 1 112 keV. Il s'agit d'un isotope stable découvert en 1931 par Harold Clayton Urey, chimiste à l'université Columbia ; cette découverte lui valut le prix Nobel de chimie en 1934.

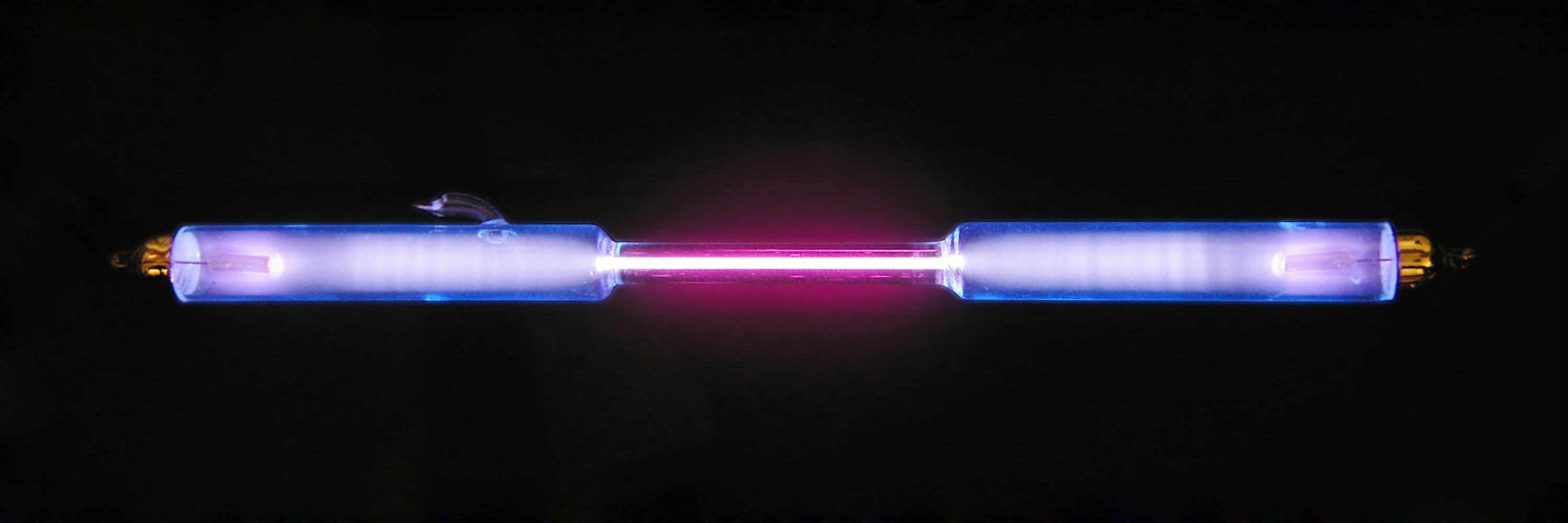
Tube à gaz au deutérium.

## Différences entre protium et deutérium

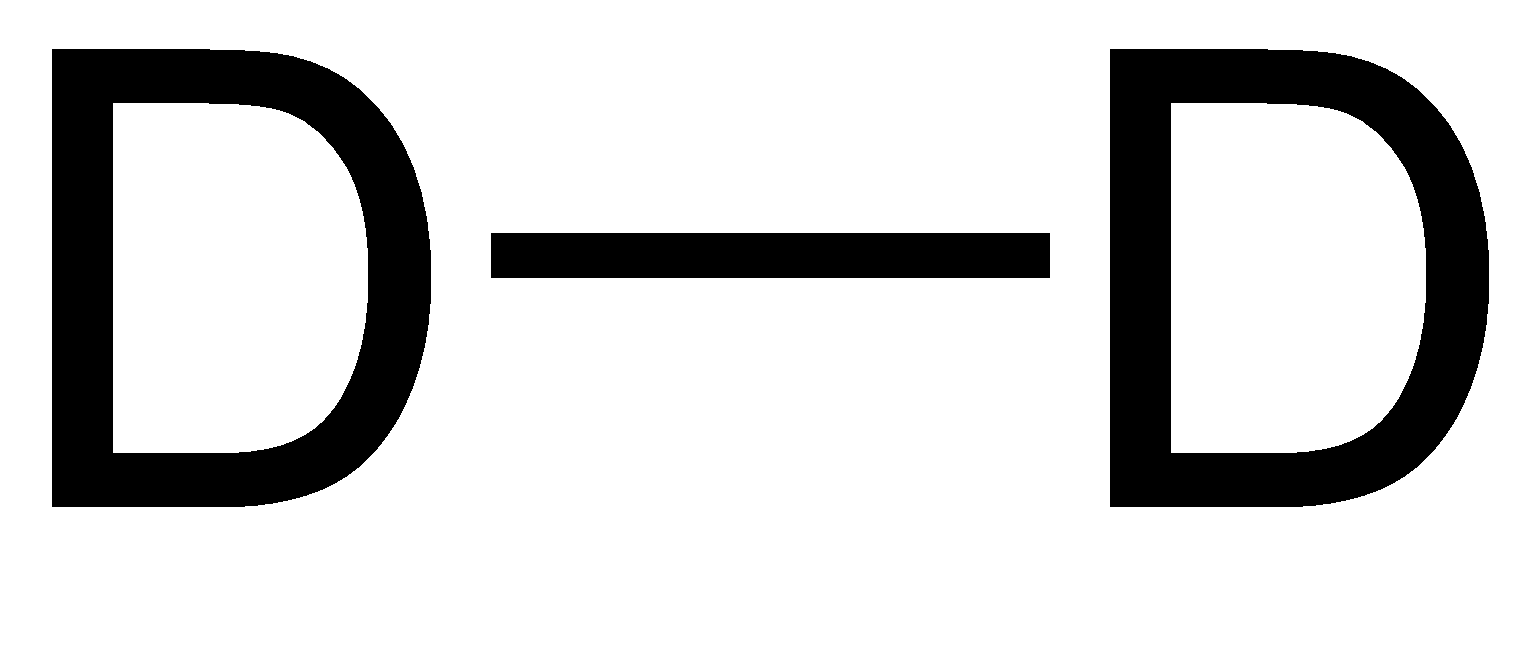
Molécule de dideutérium telle que l'on peut la trouver dans la nature.

### Symbole chimique
L'UICPA recommande de représenter le deutérium par le symbole 2H afin de préserver l'homogénéité de ses dénominations, mais tolère le symbole D qui est largement utilisé. La raison de cette tolérance serait à chercher dans le fait que, de tous les éléments chimiques, l'hydrogène est celui dont les isotopes ont des différences de masse relatives les plus élevées. Cela a des conséquences sur leurs propriétés physico-chimiques respectives. La masse atomique du protium 1H est ainsi de 1,007 825 032 14 u alors que celle du deutérium 2H est de 2,014 101 777 99 u.

### Abondance naturelle
Le deutérium existe naturellement à l'état de traces : son abondance (nombre d'atomes par rapport au protium) est de 0,002 25 % dans l'Univers et sur Jupiter et Saturne, mais de 0,0156 % sur Terre. Il se trouve éventuellement sous forme de dideutérium D2, mais sa forme la plus fréquente dans l'Univers est de loin le deutérure d'hydrogène (HD ou 1H-2H), dans lequel un atome de deutérium est lié à un atome de protium par une liaison électronique simple. La proportion massique de deutérium dans l'eau pure à 20 °C est voisine de 33,5 g/m3 et dans l'eau de mer de 32,4 g/m3 ; cela représente 4,8 × 1013 tonnes (48 000 milliards de tonnes) de deutérium — principalement sous forme de HDO et seulement rarement sous forme de D2O — dans l'ensemble des 1,4 × 1018 tonnes (1,4 milliard de milliards) d'eau des océans[réf. nécessaire].
La présence de deutérium sur Terre, dans le reste du Système solaire et dans le spectre des étoiles est une donnée importante de la cosmologie physique, car les noyaux 2H ne peuvent s'être formés aux abondances observées que lors de la nucléosynthèse primordiale. La présence d'une fraction faible, mais constante, de deutérium partout où l'on trouve de l'hydrogène dans l'Univers (hormis dans les géantes gazeuses qui ont une concentration accrue en deutérium, mais dont la taille relative reste toutefois très petite par rapport à celle de l'Univers), est un argument en faveur de la théorie du Big Bang par rapport à la théorie de l'état stationnaire : on pense que l'abondance relative du deutérium par rapport à l'hydrogène est demeurée essentiellement constante depuis la nucléosynthèse primordiale, il y a 13,7 milliards d'années.
Le rapport d'abondance du deutérium par rapport au protium au début de l'histoire du Système solaire est estimé à 0,002 25 % lui aussi, les valeurs sur Vénus (1,6 %), et sur Mars (0,093 %) sont respectivement 90 à 115 fois et 5 à 7 fois plus élevées que sur Terre, ce qui est interprété comme un vestige de la présence passée d'eau sur ces deux planètes.

### Propriétés physicochimiques et effets physiologiques
Le deutérium gazeux (D2) est légèrement plus visqueux que le protium (1H2).
Au plan chimique, le deutérium présente un effet isotopique significatif : il est un peu moins réactif que le protium et forme des liaisons (liaison covalente et liaison hydrogène) légèrement plus fortes. Absorber de l'eau lourde plutôt que de l'eau naturelle n'est pas sans conséquences sur l'organisme, des expériences sur des animaux de laboratoire indiquant que les effets les plus notables se manifestent en premier au niveau des cellules à division rapide, en affectant les mitoses et accélérant ainsi la dégradation des tissus (voir « Eau lourde »).
Des problèmes digestifs commencent à surgir chez les animaux avec un taux de remplacement physiologique de l'ordre de 25 %, ainsi que des problèmes de stérilité dus au fait que les méioses sont bloquées autant que les mitoses. On a observé que, dans ces conditions, les plantes cessent de croître et que les graines cessent de germer. À un taux de deutération voisin de 50 %, les eucaryotes sont atteints de lésions létales (chez les animaux, défaillances graves au niveau de l'intestin et des os, notamment) tandis que les  procaryotes survivent dans l'eau lourde pure, affectés semble-t-il simplement par une croissance ralentie.

## Caractéristiques
Aux températures ordinaires, le deutérium est un gaz (HD ou D2). Il est très rare et difficile à exploiter. Sa masse volumique est de 0,168 kg/m3 dans les conditions standard et masse atomique de 2,014 101 777 99 u.

## Applications
L'eau lourde peut être concentrée par l'homme. Elle sert principalement  de modérateur des neutrons dans les réacteurs nucléaires de type canadien (Candu), argentin (deux réacteurs à eau lourde pressurisée conçus par Siemens) ou grenoblois (réacteur à haut flux ILL). Le deutérium présente une section efficace de 0,53 mb aux neutrons thermiques (formation de tritium) et 7 × 10−3 mb aux neutrons rapides. Le principal « producteur » de deutérium (par enrichissement ou concentration de deutérium utilisé dans l'eau lourde comme absorbeur de neutrons dans certains types de réacteurs nucléaires) était le Canada jusqu'en 1997, date de la fermeture de sa dernière usine ; depuis, l'Inde aurait pris le relais, également dans le cadre de son industrie nucléaire[réf. nécessaire].
Le deutérium est et sera également utilisé dans les futurs réacteurs à fusion nucléaire contrôlée[réf. nécessaire], car il représente un des deux principaux éléments du combustible de la fusion, l'autre étant le tritium. Le deutérium est par conséquent une matière nucléaire dont la détention est réglementée (Article R1333-1 du code de la défense).
Les solvants deutérés (solvant dans lesquelles les atomes de protium sont remplacés par du deutérium) sont largement utilisés en RMN du proton, car ils présentent l'intérêt de ne pas apparaître sur le spectre ; en effet, la fréquence de résonance du deutérium est différente de celle du protium[pas clair].
Il a été proposé d'utiliser les rapports d'isotopes stables d'hydrogène (Delta D ou δD) pour retracer l'origine de la nourriture de certains animaux, et par exemple pour déterminer la provenance d'un poisson dans un bassin versant, ce qui présupposait une absence d'effet métabolique ou trophique sur le « Delta D » des tissus. une étude a montré (2011) que quatre poissons ayant grandi dans le même milieu présentaient néanmoins (selon leur taille et position trophique) des valeurs très différentes de δD (Selon les auteurs, l'explication pourrait être un effet métabolique et/ou un cumulatif du Delta D de l'eau ambiante sur l'H échangeable à chaque stade trophique). Cette expérience a montré qu'il fallait prendre en compte la taille et le type d'aliments consommés pour ainsi détecter l'origine des poissons.

## Antideutérium
Un antideutéron est l'équivalent en antimatière du deutéron (hydron du deutérium), composé d'un antiproton et d'un antineutron. L'antideutéron a été produit pour la première fois en 1965 par le Proton Synchrotron au CERN et par le synchrotron à gradient alterné au laboratoire national de Brookhaven. Un atome entier, avec un positon rattaché au noyau, devrait être appelé antideutérium mais, en 2005, l'antideutérium n'a pas encore été créé. Le symbole proposé pour l'antideutérium est D.

## Dans la culture populaire
- Le deutérium est amplement mis en avant dans les jeux en ligne OGame et Xspace où il est utilisé dans les processus de recherche, mais aussi comme carburant et source d'énergie (via des centrales à fusion).
- Dans l'univers de Warhammer 40,000, certaines armes utilisent le deutérium.
- Dans l'univers de Star Trek, le deutérium est utilisé dans le système de propulsion des astronefs.
- Dans l'univers de Stargate SG-1, le deutérium, extrait de l'eau lourde, est utilisé pour alimenter une centrale à fusion contrôlée sur la planète Euronda.
- Dans l'univers de Halo, le deutérium est utilisé pour carburer les vaisseaux humains dans l'espace normal. Il sert aussi à auto-détruire le vaisseau en saturant la chambre à fusion avec le deutérium.
- Dans le jeu vidéo Deuteros: The Next Millennium, édité par Activision en 1991, et sorti sur Amiga et Atari ST, le joueur va extraire différents minerais dont du deutérium pour partir à la conquête spatiale.
- Dans le jeu vidéo No Man's Sky, le deutérium doit être raffiné à partir de tritium et de dihydrogène ; il sert à fabriquer quelques technologies.